# Of an Age
Of an Age je australský hraný film z roku 2022, který režíroval Goran Stolevski podle vlastního scénáře. Snímek měl světovou premiéru na Mezinárodním filmovém festivalu v Melbourne 4. srpna 2022.

## Děj
Je léto 1999. Srbský rodák Kol a Ebony jsou taneční partneři, kteří se intenzivně připravovali na taneční soutěž. V rozhodující den Kolovi zavolá zoufalá Ebony, že je někde za Melbourne, a že ji má vyzvednout s jejím starším bratrem Adamem. Mezi Kolem a Adamem během jízdy vznikne krátký, ale intenzivní vztah. Adam druhého dne odlétá do Buenos Aires. Oba se potkávají opět po 11 letech na svatbě Ebony.

## Obsazení
| Elias Anton      | Kol    |
| Tom Green        | Adam   |
| Hattie Hook      | Ebony  |
| Senuri Chandrani | Jaya   |
| Toby Derrick     | Jacob  |
| Grace Graznak    | Cora   |
| Jessica Lu       | Jenny  |
| Jack Kenny       | Mellor |
| Kasuni Imbulana  | Tari   |
| Verity Higgins   | Fay    |

## Ocenění
Mezinárodní filmový festival v Melbourne: cena CinefestOZ 